# Чёрный свиристель
Чёрный свиристель, или чёрный шелковистый свиристель (лат. Phainopepla nitens), — вид певчих воробьиных птиц из семейства шелковистых свиристелей (Ptiliogonatidae), единственный в одноимённом роде (Phainopepla).

## Описание
Чёрный свиристель длиной 18—20 см. У него заметный остроконечный хохолок и длинный хвост. Оперение самца блестящее сине-чёрное, белое пятно на крыльях заметно только в полёте. Оперение самки серое с бледным пятном на крыльях. У обоих полов красные глаза, более яркие у самки.

## Распространение
Птица живёт в пустынных местностях, в буше и лесах в Мексике и на юго-западе США.

## Поведение
Основное питание чёрного свиристеля — это ягоды Phoradendron californicum, растения семейства санталовых. Наряду с этим он поедает ягоды бузины и можжевельника, а также насекомых, которых он ловит на лету. Птица живёт в маленьких, мигрирующих стаях. В богатых ягодами местностях их количество достигает сотен особей.

## Размножение
В первые весенние дни птицы строят из растительных волокон в кустах или на дереве хорошо замаскированное гнездо в форме чаши, которое укрепляют ветками. Кладку из 2—3 яиц высиживают обе родительские птицы примерно 2 недели. Через 20 дней молодые птицы становятся самостоятельными. Если температура поднимается, взрослые птицы перелетают в более влажные местности и гнездятся второй раз.